# Chris Jorgensen Studio
Le Chris Jorgensen Studio est une construction en rondins de bois située dans le comté de Mariposa, en Californie, dans le sud-ouest des États-Unis. Protégé au sein du parc national de Yosemite, l'ouvrage a été construit par le peintre Chris Jorgensen (en) dans la vallée de Yosemite en 1904 pour lui servir d'atelier. Déplacé à Wawona en 1962, il est depuis lors exposé au sein du Pioneer Yosemite History Center. Il est inscrit au Registre national des lieux historiques depuis le 13 avril 1979.